# تارنوو (آلمان)
تارنوو (به آلمانی: Tarnow) یک شهر در آلمان است که در روشتوک واقع شده‌است. تارنوو ۱٬۲۵۵ نفر جمعیت دارد.